# 岩倉使節團

左起：木戶孝允、山口尚芳、岩倉具視、伊藤博文、大久保利通

岩仓使节团（日语：（いわくらしせつだん）），是明治4年11月12日（1871年12月23日）至明治6年（1873年9月13日）期间由日本政府派遣至美國及歐洲諸國訪察之使節團。使节团正使为岩倉具視，由政府官员、留学生等共107人组成。岩倉使節團並不是日本第一次向西方派遣使節團。在其之前，日本派遣過萬延元年遣美使節、文久遣歐使節和橫濱鎖港談判使節團。

## 简介
使节团于明治4年（1871年）11月12日（旧历）从横滨港登上海轮，东渡太平洋，在美国加利福尼亚州三藩市登陆。此后，他们横跨美国大陆，访问了美国首都华盛顿市。使节团在美国累计停留长达8个月左右。
结束对美国的访问后，使节团渡过大西洋，访问了欧洲诸国。他们先后访问游历了英国（4个月）、法国（2个月）、比利时、荷兰、德国（3周）、俄国（2周）、丹麦、瑞典、意大利、奥地利（参观了当时的维也纳万国博览会）、瑞士等十二国。归国途中，他们从地中海穿过苏伊士运河，并经红海，拜访了沿途多个欧洲殖民地和亚洲城市（斯里兰卡、新加坡、西贡、香港、上海等），但停留时间都比较短。
使团回到日本的时间比原定计划大大推迟，历经1年10个月后，才于明治6年（1873年）9月13日回到了出发地的横滨港。当时，留守政府内关于出征朝鲜问题发生了征韩论论战，而在使节团回国后便发生了明治六年政变。
本来根据大隈重信的计划，日本政府仅打算派遣小规模的使节团，但最后出于政治方面的考虑，使节团规模逐步扩大。政府的多位高官作为使节团成员长期在国外访问，这一做法在当时也非常罕见，但使节团与西方文明及思想的密切接触给政府首脑积累了宝贵的经验，因此此次使节团的周游列国得到了后世高度的评价。其中的留学生也在回国后活跃在政治、经济、教育、文化等各个领域，对日本的文明开化做出了重大的贡献。但另一方面，使节团企图越权修改条约导致的与留守政府的摩擦、访问时间的大幅延长、木户与大久保之间的冲突等政治问题，也使得此次使节团遭到了一定的非议。
访问期间，使节团大多数成员都剪发并着洋装，但岩仓保留了日式发型和和服的装扮。他的形象也刊载于美国报纸的插图上。访问之初，岩仓颇以日本传统文化为傲，但不久留学美国的儿子岩仓具定劝说他“不要以未开化的形象使国家受辱”，岩仓正使遂被说服，在芝加哥决定改为西式发型，此后不久也改穿洋装。

## 使节团的目的
1. 对签订了条约的诸国进行友好访问，向对方元首递交国书
2. 为了修改江户时代后期与西方诸强签订的不平等条约（史称條約改正（日语：条約改正））而进行预备性的谈判
3. 调查西洋文明

使节团最主要的目的是与各国增进友谊亲善以及考察欧美诸强的文化国情等，同时也带着在访问时试探各国对修改条约的态度这一使命。明治政府从明治初年开始，就一直试图修改旧幕府与各国之间签订的不平等条约，加上1872年7月1日（明治5年6月26日）也是与欧美十五国订立的修好条约的续签日期，各国同意在提前一年通知的情况下可以修改条约。明治政府企图利用这一绝好的机会修改或废除不平等条约。

## 歷史意義
在1871年12月到1873年9月的一年九個月期間，來自明治政府工、農、礦、金融、文教、軍事、治安部門的數十名官員乘坐輪船和火車，考察了15個歐美國家。岩倉使節團離開日本的時候，日本基本上仍是一個封閉的國家，日本人對世界所知甚少。但是，這群官員考察了各國的工廠、礦山、博物館、公園、股票交易所、鐵路、農場和造船廠，令他們認識到，當時的日本不但需要引進新技術，更要引進新的組織和思維方式，唯有如此，方能將日本改造為現代國家。此次出訪，不僅讓使節團成員意識到日本與先進國家相比落後很多，也對如何進行變革形成了共識。使節團成員們不因所見所聞而沮喪，反而在回國後充滿幹勁，並迫不及待向海外派出更多的使節團進行更細微的考察。

## 使节团成员
使节46名、随员18名、留学生43名。使节主要以萨摩、长州兩藩的官僚为主，而书记官等也从旧幕府官员中选拔。

### 使节

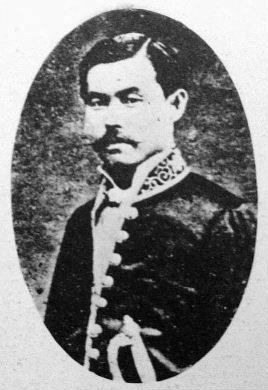
后成为著名记者和作家的福地源一郎

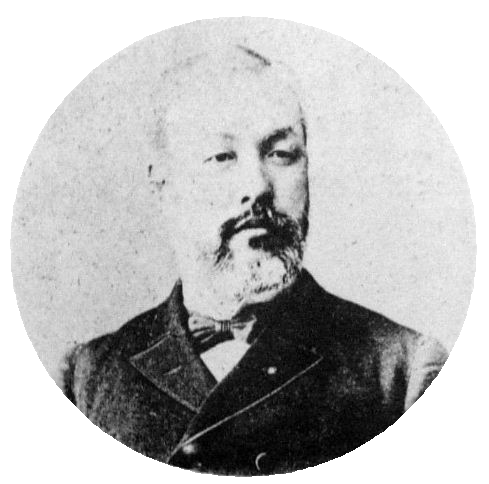
后成为外交官，并在1902年日英同盟成立时担任驻英公使的林董三郎

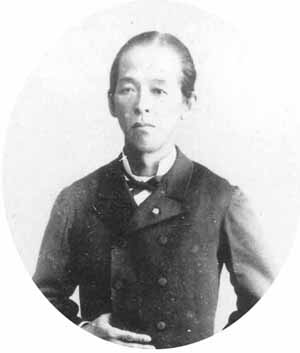
回国后编著出版《米欧回覧実記》的久米邦武

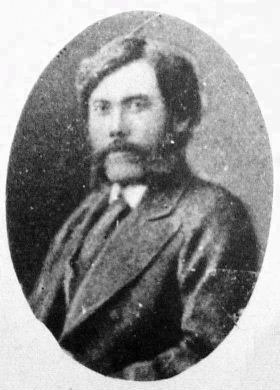
死于西南战争的村田新八

特命全权大使
- 岩倉具視(時任右大臣)

副使
- 木戶孝允 (桂小五郎，時任參議)
- 大久保利通 (時任大藏卿)
- 伊藤博文 (時任工部大輔)
- 山口尚芳（日语：山口尚芳） (時任外務少輔)

一等书记官
- 田邊太一（日语：田辺太一）
- 何禮之（日语：何礼之）
- 福地源一郎

二等书记官
- 渡邊洪基（日语：渡辺洪基）
- 小松濟治（日语：小松済治）
- 林董三郎
- 長野桂次郎（日语：長野桂次郎）（立石斧次郎）

三等书记官
- 川路寬堂

四等书记官
- 安藤太郎（日语：安藤太郎 (外交官)）
- 池田政懋

大使随行
- 久米邦武
- 中山信彬
- 内海忠勝
- 野村靖
- 五辻安仲

理事官
- 田中光顕
- 東久世通禧
- 山田顕義
- 佐佐木高行
- 田中不二麿
- 肥田為良

随行
- 村田新八
- 原田一道
- 長與專齋
- 安場保和
- 若山儀一
- 阿部潜
- 沖守固
- 富田命保
- 杉山一成
- 吉雄永昌
- 中島永元
- 近藤鎮三
- 今村和郎
- 内村公平
- 大島高任
- 瓜生震
- 岡内重俊
- 中野健明
- 平賀義質
- 長野文炳

### 留学生

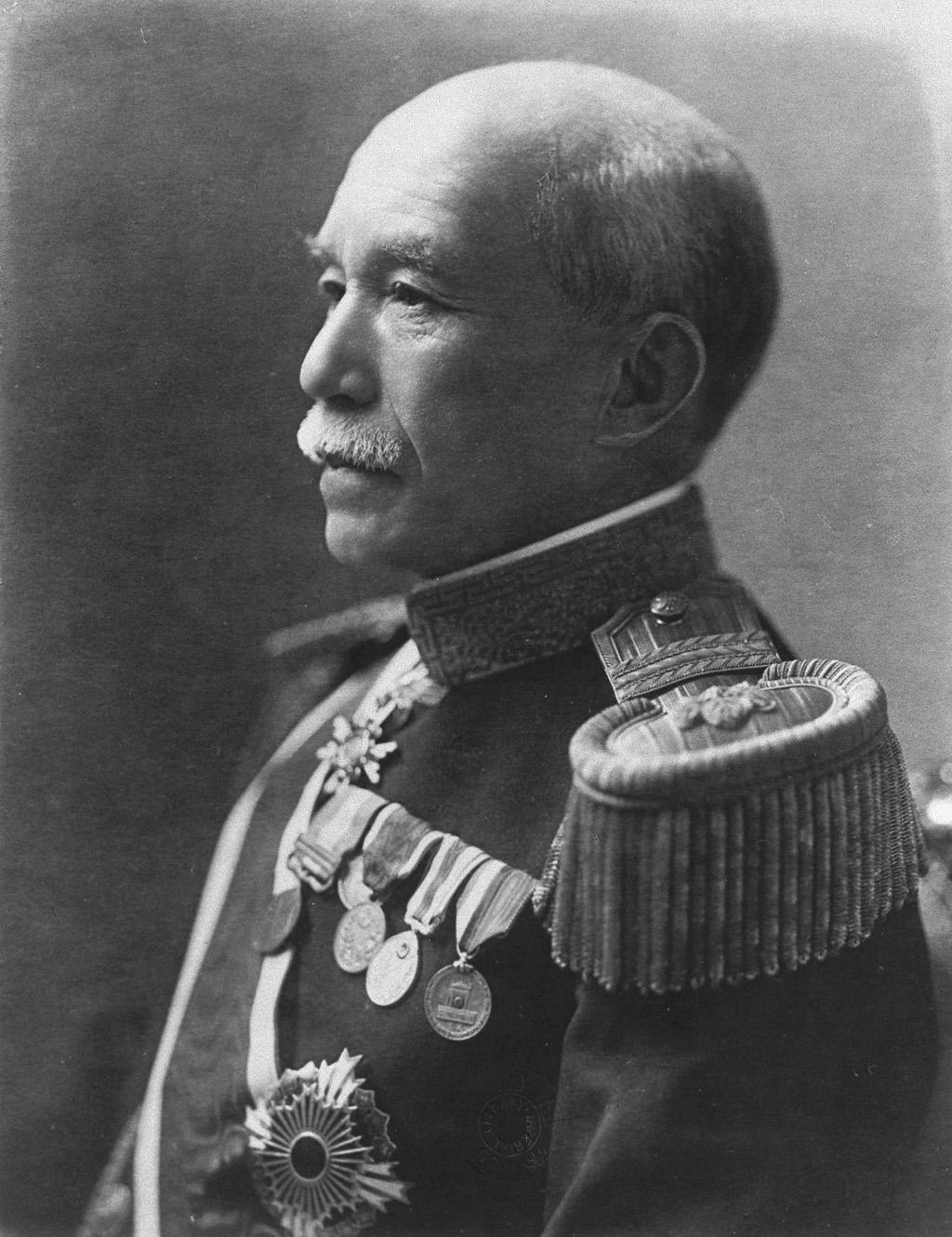
金子坚太郎。该照片为其晚年拍摄，留学当时为小学生。

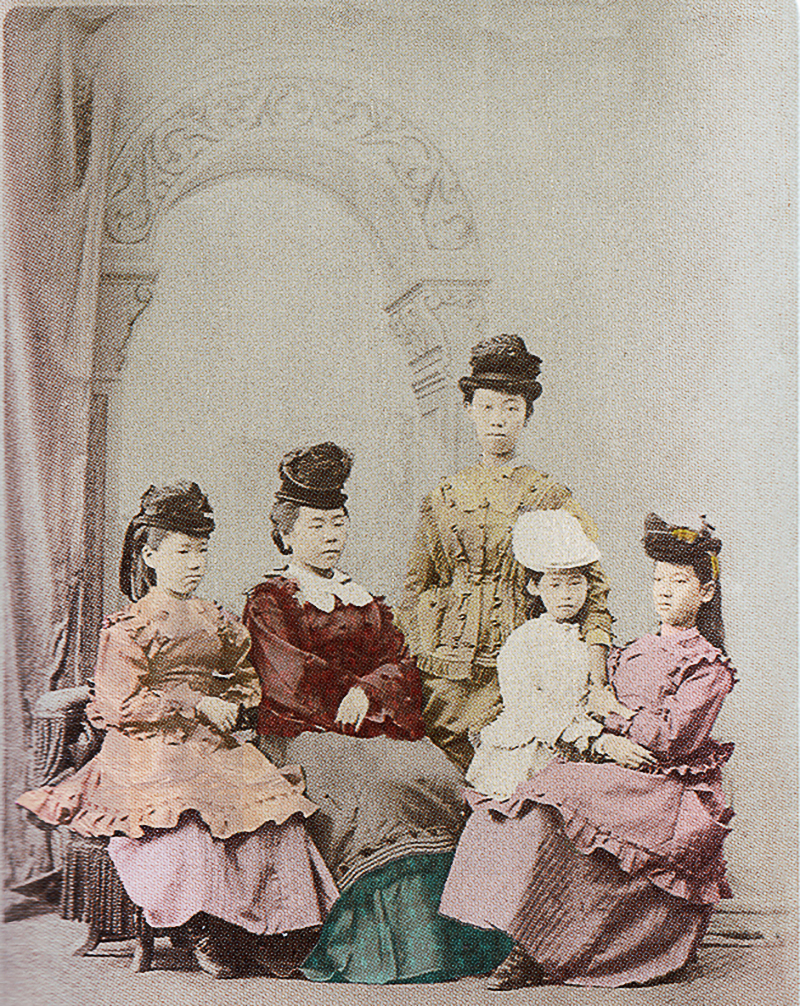
新政府中的留学美国女学生

留学英国学生
- 中江兆民
- 锅岛直大
- 前田利嗣
- 毛利元敏

留学英国、法国学生
- 前田利同

留学美国学生
- 金子堅太郎
- 團琢磨
- 牧野伸顕
- 黒田長知
- 鳥居忠文
- 津田梅子
- 山川捨松
- 永井繁子
- 吉川重吉
- 木戸孝正
- 日下義雄
- 山脇正勝
- 高木貞作

留学德国学生
- 平田東助

留学俄国学生
- 清水谷公考
- 万里小路正秀

留学
- 大村純熈
- 朝永甚次郎
- 長岡治三郎
- 大鳥圭介
- 坊城俊章
- 武者小路実世
- 錦小路頼言

### 随员

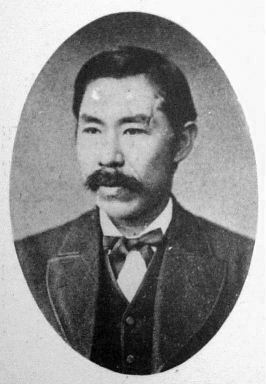
后创立同志社英学校，毕生从事基督教传教的新島襄

随员
- 新島襄（翻译）
- 岩倉具綱
- 大久保利和
- 牧野伸顕
- 山縣伊三郎
- 山口俊太郎
- 吉井幸輔
- 吉原重俊（大原令之助）
- 畠山義成（杉浦弘蔵）

等。

## 脚注
1. ↑  宮永孝. . 社會勞働研究 (法政大学). 1992-01, 38 (2): 43–93. NAID 110000184475 （日语）.